# My Name Is Khan
My Name Is Khan är en Bollywood-amerikansk film från 2010. Shahrukh Khan och Kajol har huvudrollerna i filmen. Filmen är baserad på 11 september-attackerna i New York och hur muslimer har drabbats av denna händelse.

## Handling
Filmen handlar om en muslimsk man som heter Rizvan Khan och har Aspergers syndrom som växer upp i Indien tillsammans med sin mor och bror. Khan lär sig tidigt av sin mor att den enda skillnaden mellan människor är på insidan, en lärdom Khan tar med sig under hela livet.
Khan och hans bror flyttar sedan till USA där hans bror får ett jobb, medan Khan hjälper honom. Khan möter sitt livs kärlek då han träffar en indisk hinduisk kvinna vid namn Mandira. Det tar ett tag tills Mandira blir lika fäst vid Khan som han är vid henne (i och med hans annorlunda beteende på grund av hans Asperger). Mandira och Khan gifter sig och flyttar ihop tillsammans med Mandiras barn från hennes förra förhållande.
Efter bombattentatet på World Trade Center i New York så förändras hela deras liv. Mandiras barn, Sameer, dödas av några killar i hans skola. Hans före detta bästa vän Reese tar flera år på sig att erkänna att han var med vid ihjälsparkandet på fotbollsplanen. Gamla vänskapsband klipps sönder och Mandira kastar ut Khan för att han som muslim orsakade denna fientlighet runt samhället och säger till Khan att han först får komma tillbaks då han har försäkrat världen att han inte är en terrorist. Khan gör som Mandira säger och påbörjar därför sin resa mot Washington D.C. där USA:s president bor för att försäkra honom att hans namn är Khan och att han inte är en terrorist.